# Kraka (målning)
Kraka är en oljemålning från 1862 av den svenske konstnären Mårten Eskil Winge. Den föreställer Kraka från den nordiska mytologin, iförd endast ett fisknät, med en lök på marken framför sig och i sällskap med en hund. I bakgrunden syns Ragnar Lodbroks skepp. I legenden ber Ragnar Kraka att möta honom varken påklädd eller naken, varken hungrig eller mätt och varken ensam eller i sällskap. När Kraka dyker upp iklädd ett fisknät, med en lök i munnen och i sällskap med en hund blir Ragnar så imponerad av hennes list att han gifter sig med henne.
Målningen tillkom i Rom och mäter 160 gånger 217 centimeter. Den köptes av kung Karl XV och tillföll Nationalmuseum vid kungens död 1872.